# Aulagromyza cydoniae
Aulagromyza cydoniae är en tvåvingeart som beskrevs av Friedrich Georg Hendel 1936. Aulagromyza cydoniae ingår i släktet Aulagromyza och familjen minerarflugor.
Artens utbredningsområde är Marocko. Inga underarter finns listade i Catalogue of Life.